# Athetis calypta
Athetis calypta là một loài bướm đêm trong họ Noctuidae.